# 공주 갑사 강당
갑사강당(甲寺講堂)는 충청남도 공주시 계룡면, 갑사에 있는 조선시대의 건축물이다. 1981년 12월 21일 충청남도의 유형문화재 제95호로 지정되었다.
갑사 강당 보수공사시 나온 상량문에는 정문이라고 되어 있으며 창건된 것은 만력 42년(광해국 6년, 1614년)에 상량하였고 그 후 가경(嘉慶) 2년(정조 22년, 1798년)에 중수하고 광서(廣西) 16년(고종 27년, 1890년)에 중수하였다고 기록되어 있다. 그 후 강당은 스님들이 법문을 강론하던 건물로 정유재란(1597년)으로 불타 없어진 것을 뒤로 다시 지은 것이다.
앞면 3칸·옆면 3칸의 규모이며 지붕의 옆선이 사람 인(人)자 모양인 맞배지붕집이다. 가운데 부분이 볼록한 배흘림의 기둥 위에 지붕 처마를 받치면서 장식을 겸하는 공포를 짰는데, 공포는 기둥 위와 기둥 사이에도 있는 다포식 건물이다. 단청은 완전히 퇴색되어 무늬의 흔적만 남아 있다. 절도사 홍재의가 쓴 ‘계룡갑사(鷄龍甲寺)’라는 현판이 걸려 있다.
전체적으로 기교를 부리지 않은 조선시대 후기의 웅장한 건축물이다.

## 같이 보기
- 갑사

## 참고 자료
- 갑사강당 - 국가유산청 국가유산포털